# Baudissin

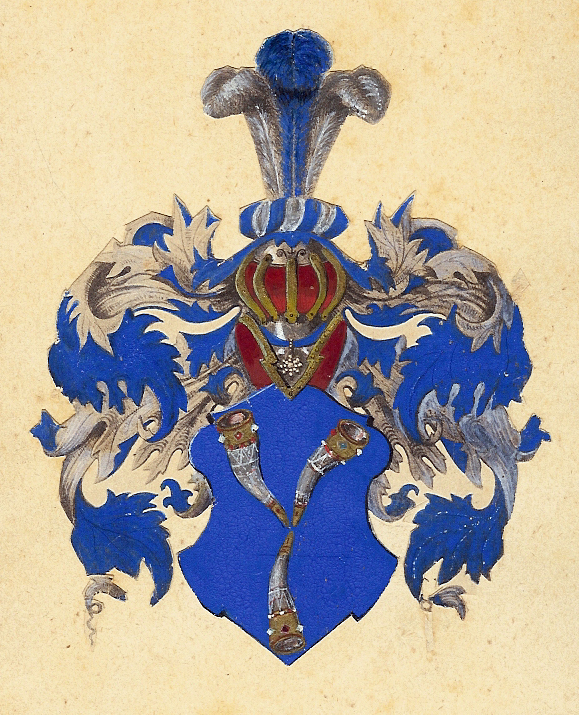
Ätten Baudissins vapen.

Baudissin eller Bauditz är en gammal sachsisk adelsätt, tidigast känd 1326, med namn efter staden Bautzen.
År 1626 trädde Wolf Heinrich von Baudissin den äldre i dansk tjänst, men först 1884 naturaliserades dennes ättlingar som dansk adel under namnet Bauditz.

## Andra kända medlemmar av släkten
- Gustaf Adolf von Baudissin (1629-1695), dansk militär
- Wolf Heinrich von Baudissin den yngre (1671-1748), dansk militär
- Wolf Heinrich Friedrich Karl von Baudissin (1789-1878), tysk författare
- Otto Friedrich Magnus von Baudissin (1792-1865), tysk militär
- Adelbert Heinrich von Baudissin (1820-1871), tysk författare
- Wolf Wilhelm Friedrich von Baudissin (1847-1926), tysk religionshistoriker
- Friedrich von Baudissin (1852-1921), tysk amiral
- Sophus Bauditz (1850-1915), dansk författare
- Wolf von Baudissin (1867-1926), tysk författare